# Anarchisme en Malaisie
L'anarchisme en Malaisie trouve son origine dans les activités révolutionnaires d'immigrants chinois en Malaisie britannique, précurseurs du mouvement anarchiste local, qui atteint son apogée dans les années 1920. Après une campagne de répression de la part des autorités britanniques, l'anarchisme est supplanté par le bolchevisme comme principal courant révolutionnaire. L'anarchisme resurgit dans les années 1980, dans le cadre de la scène punk malaisienne.

## Histoire
Au IIe siècle les premiers États de la péninsule malaise tels que le royaume de Langkasuka se forment et dominent la région. Ces derniers évoluent de Cités-États et petits royaumes vers des régimes politiques beaucoup plus vastes, capables de contrôler l'ensemble de la péninsule et sa région. 
Au VIIe siècle, l'empire de Srivijaya domine la péninsule malaise, ainsi que les îles Sumatra et Java. En 1288, Srivijaya est conquise  par le royaume javanais de Singhasari (campagne de Pamalayu (en)). En 1293, ce dernier devient l'empire de Majapahit et contrôle la majorité de l' archipel malais.
Si les États étaient majoritairement hindous ou bouddhistes, l'effondrement de Srivijaya inaugure l'émergence des sultanats musulmans dans toute la péninsule. Les sultanats centralisés de Selangor, Perak, Pahang et Negri Sembilan fusionnent pour établir les États malais fédérés.  Tandis que les sultanats du nord de Kedah, Kelantan, Perlis et Terengganu, et le sultanat du sud de Johor demeurent autonomes. 
Malgré la montée en puissance des régimes malais au cours des siècles, de nombreux peuples autochtones de la péninsule se maintiennent en tant que sociétés sans État. L'un de ces groupes est le peuple Semai, une société acéphale qui vit au sein de petites colonies horticoles au centre de la péninsule. Les Semai ne reconnaissent pas la notion de propriété privée, organisent leurs communautés à travers des assemblées publiques et observent un mode de vie qui encourage le principe de non-violence,,,.

### L'anarchisme en Malaisie britannique
Au début du XIXe siècle, l'Empire britannique colonise la péninsule malaise. Les autorités coloniales organisent le territoire en quatre établissements des détroits : Penang, Singapour, Malacca et Dinding, qui sont administrés par la Compagnie des Indes orientales. Les travailleurs chinois immigrent dans ces colonies,  notamment pour travailler dans les industries minières et du bois. Beaucoup de ces immigrants s'installent de façon permanente en Malaisie, échappant à l'autorité de la dynastie Qing. Cela leur permet de diffuser librement les idées révolutionnaires du républicanisme, du nationalisme, du socialisme et de l'anarchisme .

#### L'émergence de l'anarchisme et du mouvement ouvrier en Malaisie
Au cours des années 1900, Sun Yat-sen visite régulièrement la péninsule, où il organise des branches locales du Tongmenghui à Seremban, Kuala Lumpur, Malacca et Penang, considéré comme le siège de l'organisation.  
Après la Révolution de 1911, le Tongmenghui se réorganise en Kuomintang. À la suite de son interdiction par les autorités britanniques, il poursuit ses opérations dans la clandestinité : notamment la collecte de fonds pour aider l'effort révolutionnaire de la République de Chine nouvellement établie, ainsi que l'organisation d'écoles de langue chinoise et de bibliothèques en Malaisie. 
En 1913, lorsque la deuxième révolution contre le gouvernement de Yuan Shikai est vaincue, l'Asie du Sud-Est devient le nouveau centre d'activité du mouvement ouvrier chinois, avec l'établissement de branches d'un nouveau Syndicat des travailleurs dans toute la Malaisie.  
Figures de proue de ce nouveau syndicat, les anarchistes chinois organisent à partir de Penang une base de soutien dans toute l'Asie du Sud-Est. 
Liu Shifu lance de nombreuses organisations anarchistes en Malaisie, notamment la « Société de la vérité » et la « Société des camarades anarcho-communistes ».  
Penang devient alors une plaque tournante pour la publication et la distribution de propagande anarchiste en Malaisie.
Après la dissolution de l'éphémère empire de Chine et la mort de l'empereur Yuan Shikai, une troisième révolution se déclenche dans le sud de la Chine. Dirigée par Sun Yat-Sen, elle est une tentative de résister à un nouveau régime du gouvernement central. 
L'Union des travailleurs déplace sa base d'opérations dans la capitale révolutionnaire de Guangzhou, où elle organise les travailleurs de la ville en syndicats industriels. 
Inspiré par l'organisation des Travailleurs industriels du Monde, le Syndicat des travailleurs crée la "Fédération Industrielle des Chinois d'Outre-Mer", afin d'unir le mouvement ouvrier chinois au-delà des frontières. Le Syndicat des travailleurs malais centralise alors le syndicalisme dans le pays, dirigé par le mouvement anarchiste local. 
Selon les autorités britanniques, le Syndicat des travailleurs malais totalise 200 000 membres à la fin des années 1910,. Les services secrets britanniques affirment que l'organisation est contrôlée par des sociétés secrètes anarchistes chinoises et que des enquêtes ont révélé des liens étroits avec la Chine. Les Britanniques interdisent le Syndicat des travailleurs malais en 1919, alors qu'il a déjà fusionné ses organisations avec le Kuomintang et a continué son organisation syndicale clandestine.

#### Le mouvement anarchiste organisé en Malaisie
En 1919, un groupe anarchiste chinois de Guangzhou établit la « Société de la vérité » en Malaisie.  
Le groupe distribue à grande échelle de la littérature anarchiste dans toute l'Asie du Sud-Est, produisant même une partie de son matériel en malais.  
En mars 1919, un cercle anarchiste de Kuala Lumpur démarre la publication du journal Yi Qunbao, diffusant ainsi une variété de documents sur l'anarchisme, l'anarcho-communisme et le marxisme,.  
Le mouvement anarchiste malais connaît une recrudescence significative dans le cadre du Mouvement du 4 Mai, qui se soulève en réaction à la cession du Shandong à l'empire du Japon dans le cadre du traité de Versailles. 
Selon un activiste anarchiste en Malaisie, cet évènement génère le développement de la notion de conscience de classe dans le pays.  
Les travailleurs et les étudiants participent à des manifestations dans toute la Malaisie, organisées par la Société anarchiste de la vérité, dégénérant en manifestations, émeutes et boycotts. 
Le journal Yi Qunbao est à l'avant-garde de la propagande pendant le Mouvement du 4 mai, qualifiant les boycotts d'« autodéfense », la lutte pour renverser le gouvernement de Beiyang d'« autodétermination » et l'objectif d'établir l'anarcho-communisme en Chine comme « l'autonomie ». 
Cette propagande est menée par l'anarchiste Goh Tun-ban, qui exhorte les travailleurs à établir une société sans État et sans classe par le biais d'une révolution sociale,.  
Pour sa participation à la publication de littérature anarchiste à Kuala Lumpur, Goh est interrogé par les autorités britanniques, qui l'expulsent, ainsi que d'autres personnalités anarchistes chinoises,.  
Malgré la répression et la déportation d'individus anarchistes de premier ordre, le mouvement anarchiste organisé continue de croître. En 1919, la Fédération anarchiste malaise est créée et est affiliée à la Société des camarades anarcho-communistes. L'organisation déclare dans son manifeste:
« Liberté, Égalité, Fraternité, Communauté de Biens, Coopération : chacun fait ce qu'il peut et prend ce dont il a besoin. Pas de gouvernement, de lois ou de forces militaires. Pas de propriétaires terriens, de capitalistes ou de classe aisée. Pas d'argent, de religion, de police, de prison ou de chefs. Pas de représentants élus, de chefs de famille, pas de personne sans instruction ou ne travaillant pas. Pas de règles de mariages, pas de grands et de petits, riches ou pauvres, et la méthode à adopter est donnée par organisation des camarades au moyen de centres de communication, par la propagande dans les brochures, les discours et l'éducation, par la résistance passive au pouvoir. Ne payez pas d'impôts, cessez le travail, cessez le commerce. Par la méthode de l'action directe, assassiner et semer le désordre. L'anarchie est la grande révolution. »

#### L'apogée du mouvement anarchiste
En 1920, des groupes anarchistes opèrent à Penang, Ipoh, Kuala Lumpur et Seremban. Liu Kafei, frère de Liu Shifu, est alors l'un des anarchistes les plus en vue de Malaisie, aux côtés notamment de nombreux d'enseignants. 
Les écoles chinoises jouent alors un rôle particulièrement important dans la diffusion de la propagande révolutionnaire, ce qui conduit l'administration coloniale à introduire une loi obligeant les écoles à s'enregistrer auprès des autorités. Les Britanniques identifient un renforment des liens entre le Kuomintang et le mouvement anarchiste malais, en partie via les activités du groupe « Shiyan Tun ». 
Le journal Yi Qunbao continue ses opérations depuis Kuala Lumpur, avec Liu Kafei pour rédacteur en chef. Il y écrit une chronique qui analyse les événements sociaux de l'époque et aborde entre autres les thèmes de la liberté d'expression, de l'éducation et de la Révolution russe. Kafei plaide publiquement l'établissement d'une société anarcho-communiste, fondée sur les valeurs de liberté et d'égalité absolues,.  
En 1921, les anarchistes malais célèbrent le premier mai du pays, qui se poursuit chaque année. De nouvelles revues libertaires sont diffusées à travers tout le pays, et publient notamment des traductions des œuvres de Pierre Kropotkine.  
En 1923, une branche de la Fédération anarchiste malaise est créée à Penang, qui a établi un lycée afin de fournir une éducation à la population de l'île. Les autorités britanniques surveillent la situation à Penang, interdisant aux principaux anarchistes d'enseigner.
L'activité anarchiste prend une importance particulière en 1924, alors qu'un certain nombre d'anarchistes gagnent en notoriété publique à Kuala Lumpur, Ampang, Ipoh, Penang et Seremban. 
Bien que l'organisation de la Fédération anarchiste soit restée petite, avec environ 50 membres actifs, l'anarchisme est très influent parmi les Malais chinois - en particulier les enseignants et les ouvriers de l'imprimerie. Un congrès national de la Fédération anarchiste a eu lieu en février 1924, au cours duquel sont discutés des questions d'organisation, de création d'écoles et d'accroissement des activités anarchistes. Les enseignants anarchistes militent activement auprès de leurs étudiants et collègues, alors que le nombre de manifestations de rue augmentent. 
Des tensions émergent entre les anarchistes malais et la Fédération anarchiste chinoise à Guangzhou, qui n'approuve pas la nouvelle indépendance de la fédération malaise. Certains des participants au congrès sont également été arrêtés par les autorités, forçant des membres éminents à fuir en exil. Néanmoins, la littérature anarchiste continue à être distribuée parmi les ouvriers et les étudiants de Malaisie. 
En janvier 1925, les anarchistes planifient une série d'assassinats en réponse à la répression coloniale du mouvement. À Penang, une tentative d'assassinat du gouverneur Laurence Guillemard (en) échoue, et de nouvelles autorités coloniales sont désignées comme cibles. La jeune anarchiste Wong Sau Ying déclenche un engin explosif à l'intérieur du protectorat chinois à Kuala Lumpur, blessant deux responsables coloniaux. Wong est rapidement arrêtée et condamnée à 10 ans dans la prison de Pudu (en), où elle se suicide,. 
À la suite de cette attaque, les autorités coloniales britanniques intensifient la répression contre les mouvements de gauche du pays, ordonnant la suppression du Kuomintang et de la Fédération anarchiste. De nombreux militants anarchistes sont arrêtés et déportés. 
Ces opérations mettent un coup d'arrêt aux activités du mouvement anarchiste bien que certaines branches du syndicalisme aient continué à avoir de l'influence.

### Communisme, nationalisme et lutte pour l'indépendance de la Malaisie
Le léninisme remplace le mouvement anarchiste comme courant dominant de l'extrême gauche malaise. Le Parti communiste chinois milite auprès d'immigrants chinois en Malaisie britannique, ce qui a culmine avec la création du Parti communiste de Malaisie (MCP) en avril 1930. Malgré la répression, le parti parvient à structurer des syndicats et des comités de travailleurs parmi les immigrés chinois, initiant un certain nombre de grèves.  Tandis que le Parti communiste est principalement influent parmi les travailleurs malais chinois, l'aile gauche du premier mouvement nationaliste malais (en) opère auprès des Malais, entraînant la formation du Kesatuan Melayu Muda (KMM) en 1938. 
Alors que le KMM soutient activement l'empire du Japon pendant l'occupation de la Malaisie, il voit ses demandes d'indépendance rejetées et le parti est dissous de force par les forces d'occupation. Pour sa part, le MCP crée l'Armée populaire anti-japonaise malaise pour combattre l'occupation, déclenchant une guérilla dans toute la Malaisie. 
Avec le retour de la domination britannique (en) à la fin de la Seconde Guerre mondiale, l'Union malaise est instituée pour susciter un contrôle centralisé et unitaire sur toute la péninsule. Cette politique est vivement rejetée par les Malais indigènes, y compris le Parti Kebangsaan Melayu Malaya (en) (PKMM), qui crée en réaction la fédération de Malaisie dans une volonté de retour au fédéralisme . 
Le retour de l'administration coloniale britannique est récusé par le MCP. Celui-ci crée l'Armée de libération nationale malaise (MNLA) pour mener des attaques contre les colons britanniques. Après l'assassinat par le MNLA de trois agriculteurs britanniques, l'administration coloniale invoque l'état d'urgence en Malaisie, qui déclenche une guerre civile entre la Fédération et les communistes. L'administration dirige une répression contre tous les groupes politiques de gauche, déclarant le PKMM et le MCP illégaux. L'Organisation nationale malaise unie (ONMU), un parti politique positionné à droite, arrive au pouvoir en coopérant avec les Britanniques pour vaincre l'insurrection communiste. 
Pendant ce temps, le PKMM est réorganisé en Parti Rakyat Malaysia (en), et rejette le régime de l'ONMU tout en coopérant avec le Parti travailliste de Malaisie (en) pour revitaliser l'aile gauche malaise.
À l'issue de l'insurrection communiste, la proclamation de la Malaisie (en) unifie la fédération de la Malaisie avec le Sarawak et le Sabah, pour former le pays indépendant de la Malaisie. 
À la suite d'une nouvelle insurrection communiste (en) contre le nouvel État malaisien, le MCP se trouve forcé à réprimer la dissidence interne. Engendrant la scission de nombreuses factions qui s'affrontent, le Parti communiste malaisien est définitivement dissous en 1989. La gauche radicale du malaise commence alors à chercher des alternatives au marxisme-léninisme .

### Résurgence du mouvement anarchiste
Après une longue période de rémission, l'anarchisme ressurgit en Malaisie au cours des années 1980, comme en témoigne la participation des anarchistes malaisiens à un congrès anarchiste international à Venise en septembre 1984.  
Une nouvelle vague anarchiste s'installe dans les années 1990, dans le cadre de la sous-culture punk naissante qui se développe dans toute l'Asie du Sud-Est. 
La scène musicale punk malaisienne se développe rapidement à Kuala Lumpur, Ipoh et Johor Bahru, avec des groupes comme Carburetor Dung (en) faisant ouvertement référence à l'anarchisme dans leur œuvre. Des groupes anarchistes tels que la Fédération anarcho-punks, Anti-Racist Action et Liberated Aboriginal sont créés. Ces groupes organisent des initiatives comme entre autres la distribution de vêtements, la collecte de fonds pour les résidents locaux et l'organisation d'un service de blanchisserie gratuit. Des fanzines anarchistes sont également publiés et distribués dans toute la Malaisie. Une antenne de l'organisation Food Not Bombs s'installe à Kuala Lumpur et un réseau Anarchist Black Cross s'organise pour fournir de l'aide aux prisonniers politiques.
Dans les années 2000, le mouvement anarchiste malaisien se diversifie. L'anarcho-pacifisme, l'anarcho-communisme et l'anarchisme vert se répandent dans tout le pays. 
Cependant, le manque de traductions disponibles de littérature en langue malaisienne et le coût élevé des livres (souvent inabordables pour les Malais pauvres) entravent la croissance du mouvement. Les politiques répressives du gouvernement malais constituent également un obstacle, car les réunions publiques ne peuvent se tenir sans l'autorisation de la police. À cela s'ajoute l'interdiction de la publication d'une littérature considérée comme subversive, ainsi que la surveillance des communications électroniques. La loi sur la sécurité intérieure autorise également la détention préventive sans procès ni inculpation pénale. 
En 2005, le centre social autogéré Gudang Noisy est créé à Ampang (en). Ce projet devient l'infoshop de la bibliothèque universelle en 2010, après avoir échangé avec de nombreux centres autonomes similaires au Japon, en Allemagne et à Singapour. Renommé Rumah Api, le centre organise des concerts, des projections de films et des débats, ainsi qu'une cuisine pour l'organisation Food Not Bombs. La bibliothèque constitue une collection de livres et de brochures, et initie la publication du magazine en malais Bidas. Les militants travaillant au Rumah Api s'intègrent au mouvement étudiant, attirant la participation aux manifestations du 1er mai de la ville et distribuant des tracts anarchistes. D'autres centres sociaux et infoshops sont également créés, notamment à Trengganu et Bangsar (en). 
La massification des manifestations du 1er mai dans tout le pays entraîne un regain d'intérêt pour le mouvement ouvrier et l' anarcho-syndicalisme. Bien qu'initialement critiqués, les anarcho-syndicalistes réussissent à établir des syndicats illégaux dans les usines de toute la Malaisie, dans le but de créer « un grand syndicat (en) » par le biais de la fédération des syndicats de travailleurs malaisiens. Leur attention se focalise en particulier sur le militantisme et l'éducation, avec la création de Kukong Press amenant à la publication de littérature anarchiste en langue malaise. Le Black Book devient le premier livre anarchiste à être écrit à l'origine en malais.
Les manifestations du 1er mai se multiplient et se radicalisent. 
En 2014, un bloc anarchiste lors du rassemblement anti-GST du 1er mai (en) à Kuala Lumpur tente de pénétrer la place Merdeka, où ils s'affrontent avec des membres du Parti islamique malaisien d'extrême droite,,. 
Lors du rassemblement anti-GST du 1er mai 2015, un bloc anarchiste défile pour protester contre l'augmentation du coût de la vie, la réduction des prestations sociales et l'augmentation des impôts. Alors que les manifestants refusent de se disperser, les anarchistes affrontent la police, qui tentait de saisir la nourriture et l'eau des manifestants. Après l'utilisation par les anarchistes de bombes fumigènes et de pétards, l'attaque d'une succursale de McDonald's avec de la peinture et des jets de pierres sur un bâtiment bancaire, la police utilise des gaz lacrymogènes et un canon à eau pour disperser les manifestants, arrêtant une trentaine de personnes. 
Cette résurgence de l'activité anarchiste entraîne une nouvelle vague de répression. Le 28 août 2015, un détachement de policiers armés prend d'assaut le Rumpah Api lors d'un concert, confisquant du matériel de musique, des ordinateurs et des livres, et arrête 163 personnes, dont des ressortissants étrangers,,. Le 24 janvier 2016, lors d'un rassemblement (en) à Kuala Lumpur contre la ratification du Partenariat transpacifique, sept anarchistes sont arrêtés par la police, accusés de dommages matériels. 
En 2020, pour critiquer la gestion gouvernementale de la pandémie de COVID-19 en Malaisie, des anarchistes de tout le pays coordonnent une série d’initiatives, appelant à la démission des principaux politiciens malaisiens.

## Voir également

## Crédit d'auteurs
- (en) Cet article est partiellement ou en totalité issu de l’article de Wikipédia en anglais intitulé « Anarchism in Malaysia » (voir la liste des auteurs).